# Balmain
Pour les articles homonymes, voir Balmain (homonymie).
Pierre Balmain est une maison de couture française fondée en 1945 à Paris par Pierre Balmain.

## Histoire de la Maison

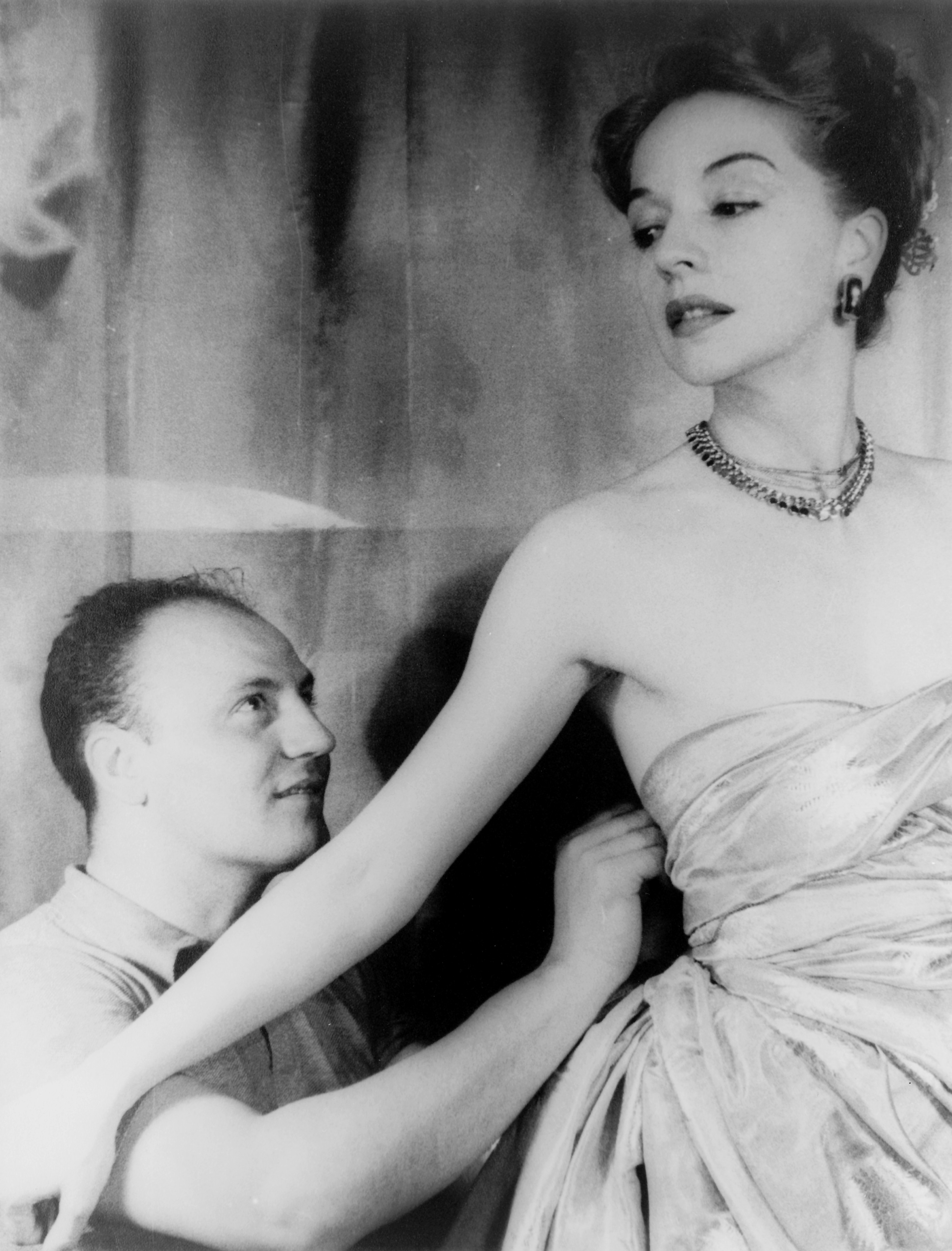
Pierre Balmain habillant l'actrice Ruth Ford

Après avoir travaillé pour les ateliers du couturier Lucien Lelong, Pierre Balmain décide de fonder sa propre maison en 1945 à l'âge de 31 ans. C'est cette année que naît la Maison Balmain. Elle ouvre ses portes au 44 rue François-Ier dans le 8e arrondissement de Paris. C'est toujours à cette adresse que se trouve la maison mère. Son idée est de revenir à la mode noire d'après-guerre. Son travail est reconnaissable par un style très pointu et des volumes soignés, ce qui plaît vite aux femmes de Paris. Le créateur défend l'image d'une femme active, élégante et un brin désinvolte. Sa première collection plaît par la sobriété de ses coupes, le choix des tissus ainsi que des couleurs (noir, vert, marron, rouge, parme).
Dans un second temps, il lance un parfum dès 1946 qu'il nomme « Élysée 64/83 » (le nom reprend le numéro de téléphone du salon de couture). Puis viennent en 1947 « Vent Vert » et en 1949 « Jolie Madame ».
Le parfum « Jolie Madame » est un succès et Balmain baptise de ce nom sa collection de 1952. Il s'essaye alors au prêt-à-porter avec une première gamme « Pierre Balmain Florilège ». Son style est appelé « nouveau style français », il recherche avant tout la modernité et la rigueur. Balmain se concentre sur la structure de ses pièces : les épaules sont marquées, la poitrine est soulignée, la taille est étroite et rehaussée.
En 1953, Karl Lagerfeld entre en tant qu'assistant chez Balmain. En 1955, Lagerfeld remporte le concours du Secrétariat National de la Laine aux côtés d'Yves Saint-Laurent. Il quitte la maison en 1962.
Dans les années 1950, le succès de la marque s'exporte dans le monde entier. Balmain est notamment sollicité par les reines de Belgique, du Danemark et de Thaïlande pour des dressings. La demande est si importante que l'atelier compte plus de 600 personnes en 1956. À cette époque, Marlène Dietrich, Brigitte Bardot, Sophia Loren ou encore Audrey Hepburn s'habillent chez Balmain. En 1968, l'atelier conçoit les costumes pour les Jeux olympiques de Mexico.
Après avoir habillé la première dame nicaraguayenne Hope Portocarrero, elle est apparue au Temple de la renommée de la liste International Best Dressed Hall of Fame List de 1968.
En 1960, Pierre Balmain cède à la société Revlon les droits mondiaux de fabrication et de distribution des parfums ainsi que des produits annexes. Puis il vend sa maison à Léo Gros, un industriel de la maille en 1977. Après son premier essai dans les années 1950, Balmain se lance à nouveau dans le prêt-à-porter en 1982 en recrutant Peggy Huynh Kinh pour assurer la direction artistique du prêt-à-porter femme et des studios de licences accessoires femme et maison. La ligne de prêt-à-porter présentée, Ivoire, en référence au parfum éponyme lancé 1979, est un réel succès. Elle tient le haut de l'affiche aux côtés de Dior ou Balenciaga.
La mort de Pierre Balmain en 1982 est un coup dur pour la marque.
C'est Erik Mortensen, qui était le bras droit de Pierre Balmain, qui devient directeur artistique de la couture mais malgré ses efforts, la maison a du mal à se relancer. Il est remplacé par Hervé Pierre en 1990. Il faudra attendre 1992 avec l'arrivée d'Oscar de la Renta à la tête de la maison Balmain pour voir l'entreprise renaître. De nouveau, la marque est plébiscitée par les vedettes comme Ivana Trump, Jacky Onassis ou Liza Minnelli.[réf. nécessaire]
Oscar de la Renta quitte son poste en 2002 ce qui replonge la marque dans quatre années de traversée du désert. Laurent Mercier devient directeur artistique pour un an, suivi de Christophe Lebourg. Il faut attendre l'arrivée de Christophe Decarnin, ancien styliste chez Paco Rabanne, en 2006, pour que la marque revienne au premier plan. Ses efforts se sont concentrés sur une revisite des classiques de Pierre Balmain. Il a cherché à respecter la sobriété de la coupe, le style rock, graphique et sensuel qui étaient ses caractéristiques. Par son travail jusqu'en 2011, date à laquelle il quitte la marque, Decarnin séduit la presse spécialisée ainsi que les stars telles Marion Cotillard, Gwyneth Paltrow ou Audrey Tautou ; l'engouement est de nouveau général autour de la marque qui habille les plus grandes stars du Show business. La femme Balmain de ce renouveau est à l'image de Kate Moss, qui est l'idéal du styliste : une femme sexy, glamour et marquée d'un esprit rock.[réf. nécessaire]
En avril 2011, Olivier Rousteing, responsable du studio de création de Balmain pour les collections prêt-à-porter femme, prend la place de Christophe Decarnin en tant que Directeur Artistique de la marque.
En 2015 et 2016, la maison multiplie les collaborations, notamment avec l'enseigne de prêt-à-porter H&M et Nike Lab, la branche créative de la marque de vêtements de sport.
Le 21 juin 2016, la maison Balmain est rachetée pour près de 500 millions d'euros par la société d'investissement Mayhoola for Investments LLC, qui possède déjà la marque italienne Valentino.
Le 23 janvier 2019, après 16 ans d'absence au calendrier de la haute couture, Balmain fait son retour pour le défilé haute couture printemps-été 2019.

### Acquisition par Mayhoola for Investments LLC
Le 21 juin 2016, la maison Balmain est rachetée en intégralité pour près de 500 millions d'euros par la société d'investissement Mayhoola qui possède déjà la marque italienne Valentino. 
Plusieurs candidats s'étaient portés acquéreurs de la marque Balmain dont L Capital (société d'investissement de Bernard Arnault, PDG de LVMH), l’anglo-saxon Permira, ou encore le hongkongais Li Ka-shing mais leurs offres de rachat ont été inférieures à celles de la société d'investissement Mayhoola (famille royale du Qatar).

### Lignes de parfums
En 2011, Balmain signe un contrat de licence mondial exclusif avec Interparfums.
- Élysée (1946)
- Vent Vert (1947)
- Jolie Dame (1949)
- Monsieur Balmain (1964)
- Ambre Gris (2008)
- Carbone (2010)
- Ivoire (1982)
- Extatic (2012)
- Balmain Homme (2015)

### Direction artistique de la Maison Balmain
- 1945 - 1982 : Pierre Balmain
- 1982 - 1986 : Peggy Huynh Kinh
- 1982 - 1990 : Erik Mortensen
- 1990 - 1992 : Hervé Pierre Braillard
- 1993 - 2002 : Oscar de la Renta
- 2002 : Laurent Mercier
- 2003 - 2006 : Christophe Lebourg
- 2006 - 2011 : Christophe Decarnin
- depuis 2011 : Olivier Rousteing